# Sagar Sarhadi
Sagar Sarhadi, nato Ganga Sagar Talwar (Khyber Pakhtunkhwa, 11 maggio 1933 – Mumbai, 22 marzo 2021), è stato uno sceneggiatore e regista indiano.

## Filmografia parziale
Sceneggiatore
- Kabhi Kabhie (1976)
- Doosara Aadmi (1977)
- Silsila (1981)
- Bazaar (1982)
- Lorie (1984)
- Chandni (1989)
- Deewana (1992)
- Chausar (2018)

Regista
- Bazaar (1982)
- Agla Mausam (1989)
- Chausar (2018)